# 莫萨
莫萨（義大利語：Mossa），是意大利戈里齐亚省的一个市镇。总面积6.09平方公里，人口1676人，人口密度275.2人/平方公里（2009年）。ISTAT代码为031014。